# کورنوال، انتاریو
کورنوال، انتاریو (به انگلیسی: Cornwall) یک شهر در کانادا است که در انتاریوی شرقی واقع شده‌است.

## خصوصیات
کورنوال ۴۶٬۳۴۰ نفر جمعیت دارد و ۶۴٫۰۰ متر بالاتر از سطح دریا واقع شده‌است.